# Porphyrospiza caerulescens
Porphyrospiza caerulescens là một loài chim trong họ Thraupidae.